# 番族慣習調查報告書
《番族慣習調查報告書》與《蕃族調查報告書》比較起來偏重於社會組織與親屬方面的特性。本書在年代、調查對象與其區域、人口方面資料相當齊備，雖然在敘述角度上掺有撰寫者的立場，流露出日、漢、番三者比較的意圖，但基本上敘述內容並不帶有理論學派的成見。本書採用清舊稱「番」，而非日本所稱的「蕃」。

## 目的
撰寫目的乃調查與紀錄當時人群的社會文化活動。因此，要了解二十世紀初期台灣原住民的生活世界，尤其是細緻的社會文化層面，本書提供了最樸實的原始紀錄。這些記錄在今日看來，不僅對理解異文化有重要的貢獻，更具備了史料上的價值。

## 調查過程
本書是調查者長期深入當地所獲得的第一手資料的結集。儘可能細膩地記錄該族群的文化系統，並對社會組織結構有嚴謹的記述。這樣的民族誌書寫形式不僅在台灣原住民研究史上是先驅之作，並且在人類從事異文化書寫史上綻放異彩。本書的另一成就在於當地語言的正確紀錄、運用及詮釋。「蕃族科」的調查方針自始即加以明示：「由於無文字可憑藉，在調查諸般社會事項時，務須調查該族語言，捕捉該族語言之真意。」這一點也是當時進步的人類學田野工作觀念。在這樣的方針下，本書不僅達到民族誌的成就，亦可視同一部台灣原住民首度的社會語言學的重要語彙著作。然而，本書的語彙因為時日已久，加上原住民社會在本世紀中所經歷的劇烈社會變遷，使得許多語言因不再使用而瀕臨消失的邊緣。因此，在今日進行語彙採集與保留工作更形困難的情況下，本書所留下的原住民語彙記錄益發彌足珍貴。

## 內容
本書內容，如其第二編花蓮港廳阿美族：首先為總說（地形概要、族群分布、農業、傳說及族群沿革等等），第二章則為人（從出生的許多習俗到雙胞胎或是分娩皆有詳盡的介紹），不論是男女老少，研究者皆無遺漏。生老病死以及食衣住行同時也是研究的重點（死亡時的巫師、居住地的轉移、姓名之選擇等等）。第三章為親屬，內容包含了：血親以及姻親、不同地區的阿美族親屬稱謂的差異、繼承與服喪等等。第四章為財產，研究者條列動產與不動產，債權與契約之關係（借貸、贈與以及交換）。第五章為繼承（繼承人之資格與效力）。第六章為番社（番社內部的關係、社民的自治機構、頭目的資格與選任、番社的對外關係、出草的原因及方法以及部落之間的戰鬥與媾和）。
除豐富的照相及圖繪資料外，在附記部分，撰寫者留下調查當時的見聞；例如原住民為傳染疾病所困擾而不得不歸順的事實，或紀錄各部落之間所形成的敵友關係，或是為了說明內文而附以真實的歷史為佐證等等，使得這些注記讀來饒富史料趣味。

### 引用
1. ↑  . 臺灣原住民族歷史語言文化大辭典.   [2012-12-26]. （原始内容存档于2019-06-06）.

### 來源
- 佐山融吉, 蕃族調查報告書(全八冊), 臺灣總督府臨時臺灣舊慣調查會, 1915-1921.
- 小島由道, 番族慣習調查報告書(全八冊), 臺灣總督府臨時臺灣舊慣調查會, 1915-1921.